# Куаутла-де-Халиско (муниципалитет)
Куау́тла (исп. Cuautla), также Куаутла-де-Халиско (исп. Cuautla de Jalisco) — муниципалитет в Мексике, в штате Халиско, с административным центром в одноимённом посёлке. Численность населения, по данным переписи 2020 года, составила 2166 человек.

## Общие сведения
Название Cuautla с языка науатль можно перевести как: место пикирующих орлов.
Площадь муниципалитета равна 417,1 км², что составляет 0,5 % от общей площади штата, а наиболее высоко расположенное поселение Чилакайоте находится на высоте 2135 метров.
Куаутла граничит с другими муниципалитетами штата Халиско: на севере с Атенгильо, на востоке с Атенго, на юге с Аютлой, на западе с Томатланом и Тальпа-де-Альенде.

## Учреждение и состав
Муниципалитет был образован 29 февраля 1888 года, по данным 2020 года в его состав входит 26 населённых пунктов, самые крупные из которых:
| Код INEGI                  | Населённый пункт                                                                 | Численность населения (2005 год) | Численность населения (2010 год) | Численность населения (2020 год) |
| -------------------------- | -------------------------------------------------------------------------------- | -------------------------------- | -------------------------------- | -------------------------------- |
| 028                        | Всего                                                                            | 2024                             | 2171                             | 2166                             |
| 0001                       | Куаутла (исп. Cuautla) 20°12′05″ с. ш. 104°24′27″ з. д. (административный центр) | 1176                             | 1253                             | 1330                             |
| 0010                       | Чилакайоте (исп. Chilacayote) 20°08′21″ с. ш. 104°38′56″ з. д.                   | 308                              | 306                              | 314                              |
| 0028                       | Тьеррас-Бланкас (исп. Tierras Blancas) 20°14′57″ с. ш. 104°28′12″ з. д.          | 150                              | 156                              | 212                              |
| 0029                       | Тототлан-дель-Оро (исп. Tototlán del Oro) 20°14′32″ с. ш. 104°32′31″ з. д.       | 161                              | 163                              | 157                              |
| 0022                       | Сан-Хосе-дель-Триго (исп. San José del Trigo) 20°11′48″ с. ш. 104°25′34″ з. д.   | 26                               | 35                               | 50                               |
| —                          | Прочие                                                                           | 203                              | 258                              | 103                              |
| Названия на карте Генштаба |                                                                                  |                                  |                                  |                                  |

## Экономическая деятельность
По статистическим данным 2000 года, работоспособное население занято по секторам экономики в следующих пропорциях:
- сельское хозяйство, животноводство и рыбная ловля — 43,1 %;
- промышленность и строительство — 25,2 %;
- торговля, сферы услуг и туризма — 27,5 %;
- безработные — 4,2 %.

## Инфраструктура
По статистическим данным 2020 года, инфраструктура развита следующим образом:
- электрификация: 98,4 %;
- водоснабжение: 88,1 %;
- водоотведение: 95,4 %.